# HLA-B35

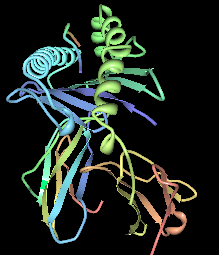

HLA-B35 هو نمط مصلي من مستضد الكريات البيضاء البشرية-ب.